# Jack Treese
Jack Treese est un musicien (guitariste et banjoïste), auteur-compositeur-interprète américain né le 11 septembre 1942 et mort le 18 novembre 1991. Il a développé un style musical intimiste très personnel usant beaucoup du contre-chant.

## Biographie
Jack Treese naît à Litchfield (Minnesota), au cœur de la région du Midwest. Dans la ferme familiale, située dans les environs de Montevideo, tout le monde pratique la musique. Sa mère chante des chansons des années 1920-1930 en s'accompagnant au piano ; son père joue du violon, sa sœur du hautbois (elle deviendra plus tard hautboïste classique professionnelle) ; lui-même étudie le piano.
Il fait ses études au collège de Saint Cloud (Minnesota) qu'a également fréquenté Robert Zimmerman (Bob Dylan) et apprend à jouer de la guitare auprès de Leo Kottke. Doué et doté d'une excellente oreille musicale, il commence à se produire sur scène avec comme instruments de prédilection la guitare folk, pour le picking, et le banjo à 5 cordes, pour l'old-time music. Il finance ainsi ses études universitaires, en particulier un cursus de langue russe. Pour éviter d'être envoyé d'office au Vietnam, comme c’est devenu la règle sous l'administration du président Lyndon B. Johnson, il s'engage dans un cursus de français. En 1966, après avoir envisagé un temps le professorat d'anglais, il décide de vivre de sa musique et quitte l'université pour la Californie. Il vit de petits boulots variés (camionneur, infirmier, laitier, vernisseur de cercueil, serveur de bar, ambulancier, etc.) tout en se produisant avec un ami, Jared R. Simmons, dans les Coffee-house, les écoles et les universités de Californie. C'est de cette période que datent ses premières compositions et son premier enregistrement sur disque 45 tours :  Palace of The King, chanson accompagnée par Jared R. Simmons. Plusieurs compositions seront reprises quelques années plus tard dans son premier disque en France, The Kumberlanders.
En 1968, il quitte les États-Unis pour la France où il restera jusqu'à la fin de sa vie. Dans les rues de Paris, en mai de cette même année, sans un sou, sans contact, maîtrisant mal la langue, il chante pour survivre. Il y rencontre un autre artiste de rue, encore méconnu du public, Jean-Max Brua qu'il propose d'accompagner à la guitare. De leur collaboration musicale naissent des disques parmi lesquels Dis-moi le feu, je te dirai le vent ainsi qu'une longue et indéfectible amitié. Parmi ses premiers compagnons de route, on trouve aussi le chanteur Luc Romann ainsi que le compositeur et arrangeur Jean-François Gaël. Jean-Max Brua, qui chante notamment au cabaret Chez Georges, rue des Canettes, parvient à convaincre le patron du lieu, pourtant plutôt favorable à la chanson française, de programmer le chanteur et musicien américain qui peut ainsi y présenter ses compositions en complément de programme d'autres chanteurs comme Jean Vasca, Jacques Bertin, Luc Romann. Jack Treese fréquente également le Hootenanny, lieu d'expression musicale créé par Lionel Rocheman à l’American Center for Students and Artists à Montparnasse et point de départ du mouvement folk en France. Il y rencontre de nombreux artistes : Steve Waring, Roger Mason, Graeme Allwright, Anne Vanderlove. En 1971, il enregistre The Kumberlanders, disque où apparaissent ses compositions californiennes. La même année, il accompagne à la guitare Mama Béa sur son premier album Je cherche un pays... et fait la connaissance de Pierre Barouh qui dirige le label Saravah pour lequel il va accompagner à la guitare et au banjo Jacques Higelin, David McNeil, Jean-Roger Caussimon et Brigitte Fontaine.
En 1971, Jack Treese s'installe avec sa compagne dans le Périgord à Saint-Germain-des-Prés (Dordogne). En 1972 paraît son second disque, The John Leroy Album. Il rencontre à cette occasion le journaliste et auteur Jacques Vassal, spécialiste en France de la musique folk, qui signe chaque mois dans la revue Rock & Folk la chronique Fous du Folk. De leur collaboration durable naîtront des conférences-spectacles (Histoire de la musique folk américaine) présentées à Paris puis dans toute la France et en Belgique.
En 1974 paraît un 3e album, Maitro The Truffle Man. C'est une ode à la région du Périgord. L'album commence par Elie's Lament, hommage au fils de l'artiste, né l'année précédente. Pierre Bonte, animateur d’Europe 1, l'utilise comme indicatif de son émission Le bonheur est dans le pré. Sur France Inter, Claude Villers consacre son émission Marche ou rêve au Périgord avec Jack Treese comme guide musical. Il participe également aux Heures musicales du Périgord, spectacle d'Eve Griliquez, productrice à France Culture. Il est fréquemment invité par un autre animateur de France Inter, José Artur, et fait de nombreuses tournées en France.
En 1978, Jack Treese participe à l'émission de télévision de la RTBF De Bric et de Broc, réalisée par le chanteur Julos Beaucarne. La secrétaire artistique de ce dernier, qu'il rencontre à cette occasion, deviendra quelques années plus tard son épouse. De nombreux artistes expriment leur désir de travailler avec lui : le poète, écrivain, conteur et chanteur Henri Gougaud ; le chanteur et guitariste Jean-Michel Caradec qui en 1977 lui rend hommage dans un instrumental, Clin d’œil à Jack Treese ; Michel Vivoux, Julos Beaucarne, Jacques Serizier. Il enregistre également avec Steve Waring et  Roger Mason qui ont comme lui quitté les États-Unis embourbés dans la guerre du Vietnam.
En 1980, Jean-Michel Caradec produit le 4e album de l’artiste, Les fleurs du mal avec la complicité musicale du contrebassiste Patrice Caratini et du guitariste Laurent Angrand avec lequel Jack se produit sur scène de 1976 à 1985. En 1983, il apparaît en tant que guitariste, banjoïste et joueur de cuillères dans l'album In English d’Yves Montand dans lequel celui-ci enregistre en anglais les chansons de son propre répertoire adaptées et traduites par David McNeil, dont Hollywood Odyssey (de David McNeil) que Jack Treese avait adapté et chanté en anglais dès 1974 sur l’album L’Assassinat de David McNeil.
En 1984, il enregistre son 5e et dernier album, Love Can Make It Work dont l’un des titres, Little One, est dédié à son dernier fils, Carl. À titre amical, il participe en 1984 aux albums de Alain Laugénie et de Jean Moiziard et en 1985 puis 1987 à ceux de son ami Jacques Yvart qui restera très proche de lui jusqu’à sa disparition.
Jack Treese a laissé le souvenir d'un artiste discret et sensible et d'un travailleur infatigable. Il avait toujours à portée de main des carnets qu’il couvrait de notes. Il jouait à l’oreille, usant d’un petit magnétophone de poche pour s’enregistrer. Levé avant l'aube pour composer, il pouvait souvent jouer jusqu'à huit heures par jour. Ses collaborations musicales ont suscité des amitiés profondes mais son apport aux musiciens ou interprètes des années 70 est autant humain que musical. De nombreux musiciens se sont intéressés à sa musique, à sa technique du picking, et à son jeu très particulier au banjo, développé après une coupure du doigt. Outre son travail de création musicale, il a consigné dans ses carnets des poèmes dont certains ont été enregistrés dans l’album Autour de Jack Treese, album hommage réalisé en 2013 par ses amis, musiciens, poètes, auteurs de chansons à texte ou conteurs.

## Discographie originale
- 1966 : Palace of The King (États-Unis)
- 1971 : The Kumberlanders, Horse Records
- 1973 : The John Leroy album, Saravah
- 1974 : Maitro the truffle man, Saravah
- 1974 : Spécial instrumental la voix, album avec Steve Waring, Le chant du monde
- 1980 : Les fleurs du mal
- 1984 : Love can make it work, Paris album

## Discographie CD
- 1992 : Love Can Make it Work, incluant l'album Les fleurs du mal ainsi que Love can make it work, EPM Musique
- 1995 : Me And Company contient les trois premiers albums (The Kumberlanders, The John leroy Album, Maitro The Truffle Man) ainsi que quelques titres inédits, Saravah
- 2013 : Autour de Jack Treese (Coffret 3 CD) contenant la première chanson de Jack (Palace of The King) ainsi que plusieurs poèmes et titres inédits interprétés par Jack ou par ses amis qui lui rendent un hommage artistique international.

## Participations et titres isolés
Jack Treese a composé ou joué pour de nombreux chanteurs et musiciens.
- 1971 : Je cherche un pays, album de Mama Béa Tekielski
- 1971 : Jacques Crabouif Higelin, album de Jacques Higelin
- 1972 : Dis-moi le feu, je te dirai le vent, album de Jean-Max Brua
- 1972 : Groupe Captain Crash, de David Mc Neil
- 1972 : La liberté, album de Luc Romann
- 1973 : Je ne connais pas cet homme, album de Brigitte Fontaine
- 1975 : J'ai déjà fait mon arche, album de David Mc Neil
- 1975 : L’assassinat, album de  David Mc Neil incluant la première adaptation américaine par Jack Treese de la chanson Hollywood Odyssey
- 1976 : La dérive, album d'Henri Gougaud
- 1977 : Ma Bretagne quand elle pleut, album de Jean-Michel Caradec
- 1978 : Sous la mer d'Iroise, album de Jean-Michel Caradec
- 1978 : Mon terroir c'est les galaxies, album de Julos Beaucarne incluant Quand vous serez au milieu de la grande vie paysanne, texte de Julos Beaucarne, musique de Jack Treese
- 1978 : Les bisons, single de Jacques Serizier, textes de Jacques Serizier, musique Jack Treese
- 1978 : Funky-Punky, album de David McNeil incluant Les Photos de Doisneau, texte de David McNeil, musique de Jack Treese
- 1979 : La vie en vidéo, album de Roger Mason
- 1979 : Le rateau de la Vénus, album de Michel Vivoux
- 1979 : Le vélo volant, album de Julos Beaucarne
- 1981 : L'univers musical, album de Julos Beaucarne
- 1982 : Le ciel dans la tête, la terre dans le cœur, album de Luc Romann
- 1983 : Montand in English, album d'Yves Montand
- 1983 : Ça fait flou-flou dans la tête, album de Jacques Serizier avec en reprise Les Bisons, texte de Jacques Serizier, musique Jack Treese
- 1984 : Chroniques, album de Laurent Angrand
- 1984 : Et si on chantait Victor Hugo, album d'Alain Laugénie
- 1985 : Citoyen du monde, album de Jacques Yvart
- 1987 : Autour de l'océan, album de Jacques Yvart
- 1984 : La lune qui rit, album de Roger Mason
- 1985 : Approchez pour entendre, album de Jean Moiziard
- 1988 : Compilation, album de Julos Beaucarne
- 1992 : K'An, album du groupe Sonorhc (Jean François Gaël)
- 1994 : Les années Saravah, album compilation de David McNeil
- 1995 : Les rois du slow-biz, 30 ans de Saravah, compilation collective
- 1999 : Le fou sacré, album de Jean Vasca, intervention musicale de Jack Treese sur la chanson Attendre un ami

## Hommage
- 2013 : Autour de Jack Treese[4], coproduit par Friendship First et Catherine Treese.

57 morceaux, près de 3 heures de poésie et de musiques, une participation d’artistes de tous pays (Pierre Akendengue, Laurent Angrand, José Artur, Julos Beaucarne, Pete Berryman, Vincent Blin, Anne-Marie Brua, Théo Busch et ses musiciens, Jean-Michel Caradec, Clément Caratini, Patrice Caratini, Franck Cheval, Christiane Courvoisier, Jim Cuomo, Jean David, Elliott Delman, Didier Desmas, Raôul Duguay, Fred Elian, Susy Firth, Nathalie Fortin, Jean-François Gaël, Claude Gaisne, Cécile Girard, Eve Griliquez, Michel Guyader et ses musiciens, Annie « the Hat », Michel Haumont, Gérard Hello, Gilles Hérit, Patrice Jania, Eddy Lacombe, Jean-Yves Lacombe, Gilbert Laffaille, Jean-François Le Guilcher, Didier Levallet, Kathy Lowe, Paul-André Maby, Ernie Mansfield, Youra Marcus, Roger Mason, David McNeil, Jean-Jacques Milteau, Les Mormos (Jim Cuomo, Elliott Delman, Ernest Mansfield, Annie « the Hat »), Léo Nissim, Chris Norris, Jean-Marie Peschiutta, Jean-François Picco, Vincent Pierron, Tom Pikul,Emilio Armillès, Robert Szkudlarek, Pascal Brenot, Luc Romann, Eddy Schaff, Jacques Serizier, Natalie Shelar, Jared R. Simmons, Nathalie Solence, Francesca Solleville, Chic Street Man, Jean-Louis Thiry, Serge Utgé-Royo, Anne Vanderlove, Georges Varenne-Louki et la fanfare Forficule, Jean Vasca, Jacques Vassal, Joan Pau Verdier, Claude Villers, Michel Vivoux, Steve Waring, Jacques Yvart, Wood Dog House, Gabriel Yacoub.

## Prix
- 2014 : Coup de cœur de l'Académie Charles-Cros pour le coffret Autour de Jack Treese dans la catégorie « Musiques du Monde - Mémoire Vivante ».

## Livres
- 1994 : Dans son roman Tous les Bars de Zanzibar (Editions Gallimard) l’auteur David McNeil évoque son ami Jack Treese.
- 2014 : Un roman policier lui a été dédié, Lucky Lux - Des petits saints qui tombent de Jean-Claude Sacerdot (Eric Bonnier éditeur) dans lequel le commissaire Hoffmann, héros de l'histoire, a une tendresse particulière pour Jack Treese qu’il écoute dès qu'il a besoin de souffler. Jack Treese est cité dans cinq chapitres du roman.